# Pro-C-Gruppe
In der Mathematik, genauer gesagt in den Bereichen Algebra und Gruppentheorie, bezeichnet eine Pro-{\displaystyle {C}}-Gruppe den inversen oder projektiven Limes eines inversen Systems von {\displaystyle {C}}-Gruppen, wobei {\displaystyle {C}} eine beliebige Kategorie von Gruppen sein kann.

## Beispiele
- Sind die im inversen System vorkommenden Gruppen endlich (seltener auch finit genannt), so spricht man von einer profiniten (seltener: pro-endlichen) Gruppe.
- Sind die im inversen System vorkommenden Gruppen zyklisch, so spricht man von einer prozyklischen Gruppe.
- Sind die im inversen System vorkommenden Gruppen abelsch, so spricht man von einer pro-abelschen Gruppe.
- Sind die im inversen System vorkommenden Gruppen auflösbar, so spricht man von einer pro-auflösbaren Gruppe.